# Herculesvlinder
De Herculesvlinder (Coscinocera hercules) is een vlinder uit de familie van de nachtpauwogen (Saturniidae). De naam van de vlinder verwijst naar Herakles, "Hercules" in het Latijn.

## Kenmerken
Het is de grootste vlinder van Australië en een van de grootste ter wereld, met een spanwijdte tot 27 centimeter. De imago is bruin met witte lijn en met op elke vleugel in het midden een witte druppelvormige vlek. De mannetjes hebben lange staartvormige aanhangsels aan hun achtervleugels.

## Verspreiding en leefgebied
Deze vlinder leeft alleen in Nieuw-Guinea en het tropische deel van Australië.

## Waardplanten
De Herculesvlinder is polyfaag en heeft bijvoorbeeld Polyscias elegans, Glochidion ferdinandi, Dysoxylum muelleri, Amerikaanse vogelkers en Timonius rumphii als waardplanten. In gevangenschap eten de rupsen ook materiaal van diverse andere planten. De rupsen zijn daarnaast ook dorstig, en drinken waterdruppels.